# دافيد أدورني
دافيد أدورني (بالإيطالية: Davide Adorni)‏ (9 أغسطس 1992 ببارما في إيطاليا - ) هو لاعب كرة قدم إيطالي في مركز الدفاع. لعب مع نادي بارما ونادي تشيزينا وAC Renate ‏ وSantarcangelo Calcio ‏.

## روابط خارجية
- دافيد أدورني على موقع قاعدة بيانات كرة القدم.إي يو (الإنجليزية)
- دافيد أدورني على موقع Soccerway.com (الإنجليزية)
- دافيد أدورني على موقع عالم كرة القدم.نت (الإنجليزية)